# Haifischknorpel
Bei Haifischknorpel handelt es sich um Knorpel von Haien, der in getrockneter und pulverisierter Form als Nahrungsergänzungsmittel im Handel erhältlich ist. Die Präparate werden als Mittel zur „Stärkung der Gelenke“ für Menschen mit Verschleißerscheinungen der Gelenke, Osteoporose und Arthritis beworben, auch als Therapeutikum gegen Schuppenflechte. Seit den 1980er Jahren wird in Publikationen insbesondere behauptet, Präparate mit Haifischknorpel seien geeignet, Krebs vorzubeugen oder sogar zu heilen. Ein Wirksamkeitsnachweis für alle behaupteten Effekte fehlt; da sie nicht als Arzneimittel zugelassen sind, dürfen von den Herstellern keine dementsprechende Heilungsversprechen gemacht werden.
Das bekannteste Mittel dieser Art in Deutschland und in der Schweiz heißt Haifit.

## Herstellung
Um ein Kilogramm Haiextrakt herzustellen, werden 50 Kilogramm Hai benötigt. Verwendet werden die getrockneten und pulverisierten Skelette von Haien. Der weltweit größte Lieferant von Haiknorpel ist die Firma Shark Technology in Costa Rica, die von William Lane gegründet wurde. In den 1990er Jahren verarbeitete sie nach eigenen Angaben täglich 200 Tiere. Aus Costa Rica wird das Pulver in die USA exportiert und dort für den europäischen Markt verarbeitet. Haiextrakt wird auch Kosmetika zugesetzt. Die Hersteller der Haiknorpel-Präparate erklären, dass für die Produkte nicht eigens Haie gefangen werden, sondern es handele sich um „Beifang“, beispielsweise aus der Thunfisch-Fischerei.

## Forschung und Publikationen
1983 stellten zwei Forscher in Massachusetts bei Laborversuchen fest, dass Knorpelextrakte von Kälbern und auch von Haien in vitro das Wachstum von neuen Blutgefäßen verhindern. Bei Mäusen und Ratten ließ sich durch das Einpflanzen von Haiknorpel das Wachstum von Tumorzellen nicht verhindern, aber verlangsamen. Tumore benötigen ein eigenes Netz von Blutgefäßen, um zu wachsen. Eine abtötende Wirkung auf bereits vorhandene Tumorzellen habe der Extrakt bei diesen Versuchen nicht. Für die Wirkung werden zwei aus dem Hammerhai isolierten Glykoproteine Sphyrnastatin 1 und 2 vorgeschlagen.
Nach der Publikation dieser Ergebnisse begann der Biochemiker Lane, damals Präsident der amerikanischen Fishmeal Trade Association, sich für die Erforschung von Haiknorpel und deren Nutzung zu interessieren. Als Regierungsbeauftragter der US-Regierung war es seine Aufgabe, nach neuen Investitionsmöglichkeiten für die Fischindustrie zu suchen.
1992 veröffentlichte Lane ein Buch unter dem Titel Sharks don't get cancer, das 1994 mit dem Titel Warum Haie gegen Krebs immun sind auf Deutsch erschien. Darin verweist er vor allem auf die Ergebnisse aus Massachusetts; unabhängige klinische Studien liegen nicht vor. Lane empfiehlt Haiknorpel jedoch auch bei Psoriasis, diabetischer Retinopathie, Glaukom, Enteritis und Arthritis.
Lane nennt als tägliche Dosis für einen Erwachsenen 80 Gramm Pulver, wenn es oral eingenommen wird. Er empfiehlt jedoch die rektale Aufnahme als Einlauf; dafür seien 20 Gramm ausreichend.

## Prozesse
Ende 1999 klagte die amerikanische Food and Drug Administration (FDA) als Kontrollbehörde für Arzneimittel gegen die Unternehmen LaneLabs und Cartilage Consultants wegen unlauterer Werbung mit falschen Aussagen für das Haiknorpelpräparat BeneFin und eine Sonnencreme. Eigentümer von Cartilage ist William Lane, Präsident von LaneLabs, und sein Sohn Andrew Lane. Am 30. Juni 2000 untersagte die zuständige amerikanische Handelskommission FTC die Werbeaussage, es handele sich um „klinisch getestete“ Krebsmittel und verurteilte LaneLabs zur Zahlung von einer Million US-Dollar als Strafe.
1994 verklagte der Haifit-Hersteller Medisana den Marburger Apotheker Gregor Huesmann, weil dieser das Präparat im Schaufenster als „Scheiß des Monats“ angeprangert und als unwirksam und völlig überteuert bezeichnet hatte. Nach Medienberichten über die Aktion war der Umsatz des Präparats deutlich zurückgegangen. Medisana klagte auf Unterlassung und 300.000 Mark Schadenersatz. 1998 untersagte das Oberlandesgericht München als letzte Instanz Huesmann zwar einige Formulierungen. Er durfte jedoch weiterhin behaupten, den Verbrauchern sei durch entsprechende Formulierungen eine Heilwirkung vorgetäuscht worden. Die Schadenersatzforderung wurde abgewiesen.

## Bewertung und Kritik
- Die Behauptung, dass Haie keinen Krebs bekommen, ist falsch.[2] In einem Tumorregister der amerikanischen George Washington University und in wissenschaftlichen Publikationen sind über 20 Krebsarten bei Haien registriert worden.[5]
- Die beiden aus dem Hammerhais isolierten Sphyrnastatine sollen zwar eine antiangiogene Aktivität aufweisen. Jedoch werden diese nicht im Darmtrakt absorbiert, so dass nach oraler Einnahme Sphyrnastatine nicht in ausreichend hoher Konzentration in den Blutkreislauf gelangen können.[2]
- Es gibt keine unabhängige wissenschaftliche Studie, die eine Wirkung von Haiknorpel bei menschlichen Krebserkrankungen belegt.[5] Im Gegenteil: Wissenschaftler der Mayo-Klinik konnten in einer Studie keine positiven Effekte von Haiextrakt bei Brustkrebs und bei Darmkrebs feststellen.[7] Ein Großteil der ausgewählten Patienten brach die Teilnahme an der Studie ab. Der physische und psychische Zustand der Patienten der Haiknorpelgruppe verschlechterte sich signifikant im Unterschied zur Placebo-Gruppe. Es wird von beträchtlichen gastrointestinalen Nebenwirkungen berichtet.[8] Bei guten Studien beim Bronchialkarzinom wurde keine Wirksamkeit belegt.[9]
- Die Einnahme von Haiknorpel wird von mehreren Wissenschaftlern als völlig wirkungslos bezeichnet, da er im Magen von der Magensäure zersetzt werde und mögliche Wirksubstanzen bei der Verdauung zerstört würden.[4]
- Das Deutsche Krebsforschungszentrum sieht nach derzeitigem Forschungsstand keine Belege für eine tumorspezifische Wirkung von Haiknorpel.[4]
- Dr. Gerd Büschel von der Arbeitsgruppe Biologische Krebstherapie am Institut für Medizinische Onkologie in Nürnberg hat erklärt: „Was behauptet wird und was wirklich nachgewiesen ist, klafft weit auseinander. Es handelt sich hier einfach um überzogene Interpretationen.“[4]
- Es gilt als das am meisten beworbene alternativmedizinische Mittel gegen Krebs, 1995 überstieg der jährliche Weltmarkt für Haiknorpelprodukte 30 Mio. Dollar.[2] Wegen der hohen Absatzrate von Produkten mit Haifischknorpel kam es zu einem dramatischen Rückgang einiger Haifischpopulationen.[1][2]
- Durch die falschen Werbeversprechen als angebliches Antikrebsmittel können Patienten die tatsächlich wirksamen Therapien verzögern oder aussetzen.[2]